# Dennis Westcott
Dennis Westcott, född 2 juli 1917, död 13 juli 1960, var en engelsk fotbollsspelare. 
Westcott började spela som amatör i Everton. Sedan var han ett kort tag i New Brighton innan han kom till Wolverhampton Wanderers. Där spelade han sammanlagt fem säsonger men han ändå med att göra 124 mål på 144 matcher; sju säsonger försvann på grund av andra världskriget.
I Blackburn Rovers gjorde han 37 mål på 63 matcher fastän han inte nådde upp till tidigare standard. I Manchester City blev det 36 mål på 72 matcher och han blev dess bästa målskytt när de gick upp i division 1 säsongen 1950-1951. Det blev sedan ett år i Chesterfield, där han hann göra 21 mål.
Han dog 43 år gammal av leukemi år 1960.

## Meriter
- Division 1 silver 1937-1938, 1938-1939
- Division 1 brons 1946-1947
- FA-cupen finalist 1938-1939

## Klubbar
- Everton FC (Amatör)
- New Brighton F.C. 1932-1937
- Wolverhampton Wanderers FC 1937-1939
- Andra världskriget
- Wolverhampton Wanderers FC 1946-1948
- Blackburn Rovers FC 1948-1950
- Manchester City FC 1950-1952
- Chesterfield FC 1952-1953
- Stafford Rangers FC -1957